# Lensblaasje

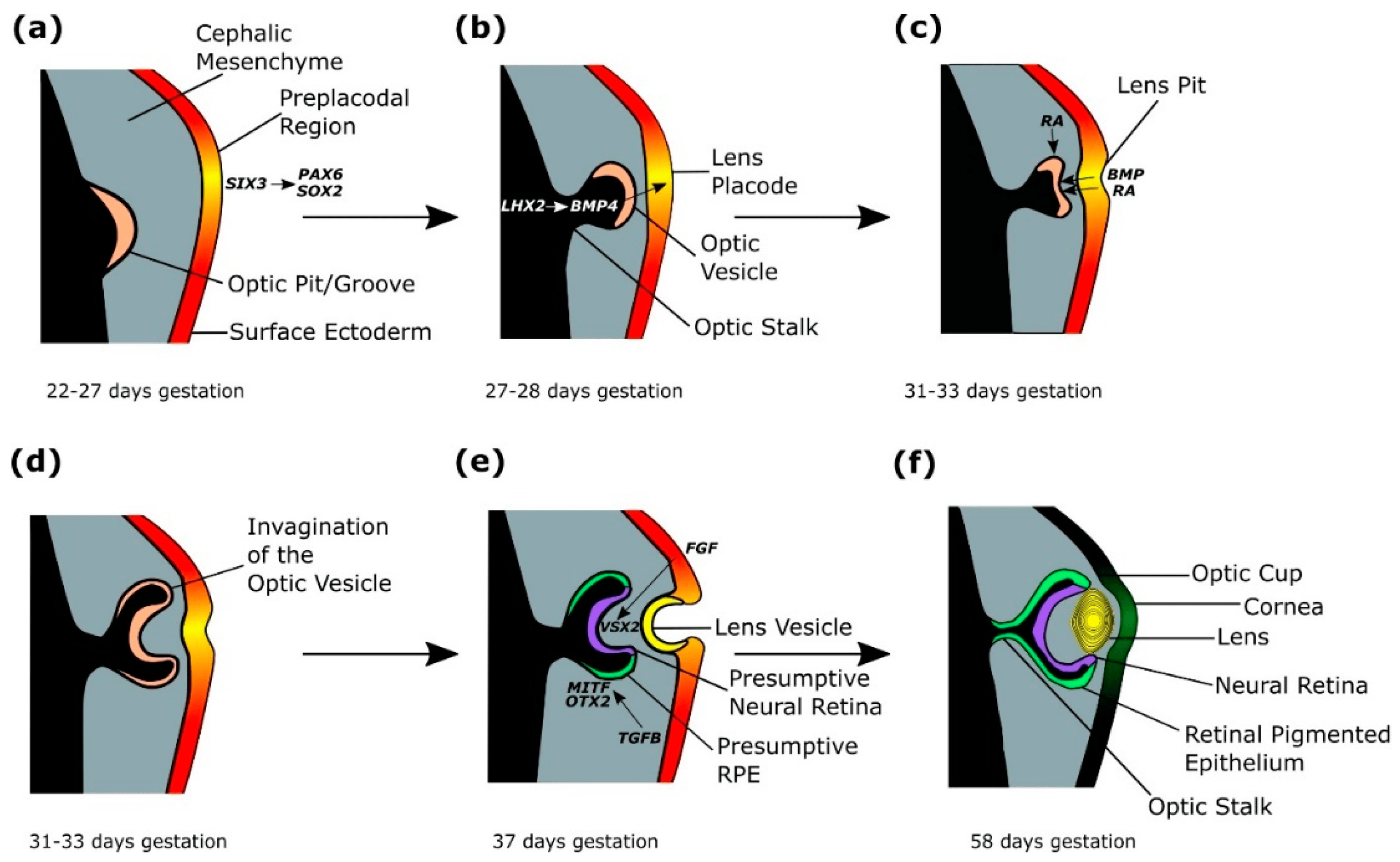
Ontwikkeling van de oogbeker en de lens bij de mens. Dagen vanaf de laatste menstruatie of minus 14 dagen gerekend vanaf de bevruchting. Lens Placode: lensplacode Optic cup: Oogbeker. Lens pit: Ooggroef, Optic vesicle: Oogblaasje, Retina: Netvlies, (e) Lens vesicle: lensblaasje.

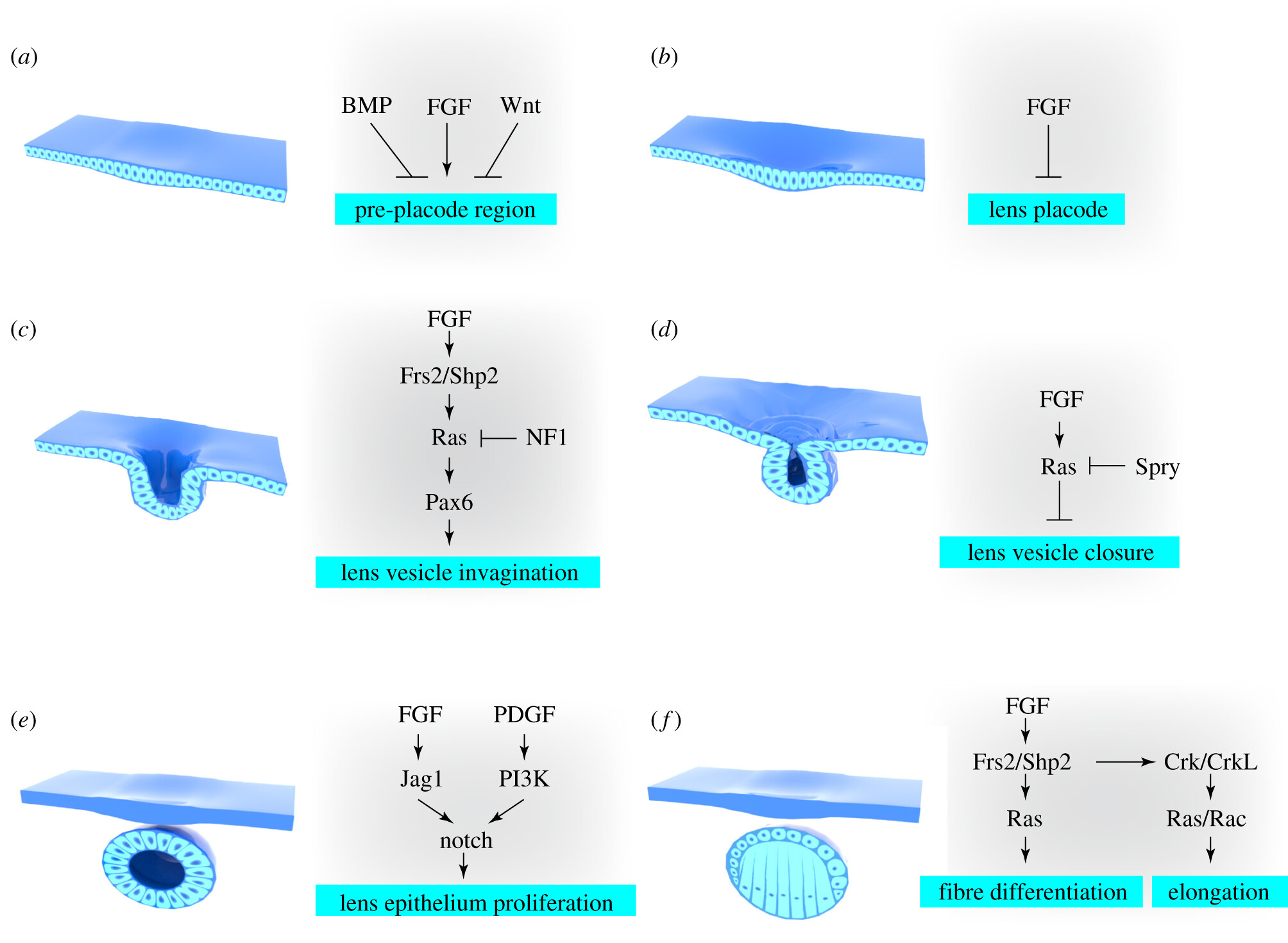
Celsignalering bij de vorming van het lensblaasje.

Het lensblaasje is een structuur in de embryonale ontwikkeling van het oog. Een deel van het externe of oppervlakte ectoderm verdikt zich en vormt de lensplacode.
De ontwikkeling van de lens begint wanneer het menselijke embryo ongeveer 4 mm lang is. In tegenstelling tot de rest van het oog, dat voornamelijk is afgeleid van de binnenste embryonale lagen, is de lens afgeleid van het externe ectoderm. De eerste fase van de lensvorming vindt plaats wanneer een bol van cellen gevormd door knopvorming van de binnenste embryonale lagen dicht bij het externe ectoderm komt. De bol van cellen zorgt ervoor dat het nabijgelegen externe ectoderm begint te veranderen in de lensplacode. De lensplacode is de eerste fase van de transformatie van een stukje externe ectoderm in de lens. In dit vroege stadium is de lensplacode een enkele laag cellen. Uit studies bij kippenembryo's blijkt dat de eenlagige lensplacode bestaat uit kubusvormige tot zuilvormige cellen.
Naarmate de ontwikkeling vordert, begint de lensplacode dieper te worden en naar binnen te buigen. Naarmate de placode dieper wordt, vernauwt de opening naar het externe ectoderm zich en wordt het lensblaasje gevormd. Wanneer het menselijke embryo ongeveer 10 mm lang is, heeft het lensblaasje zich volledig losgemaakt van het externe ectoderm en begint de verdere vorming van de ooglens. Het lensblaasje bestaat uit een wand van onrijpe cellen, maar is verder hol.

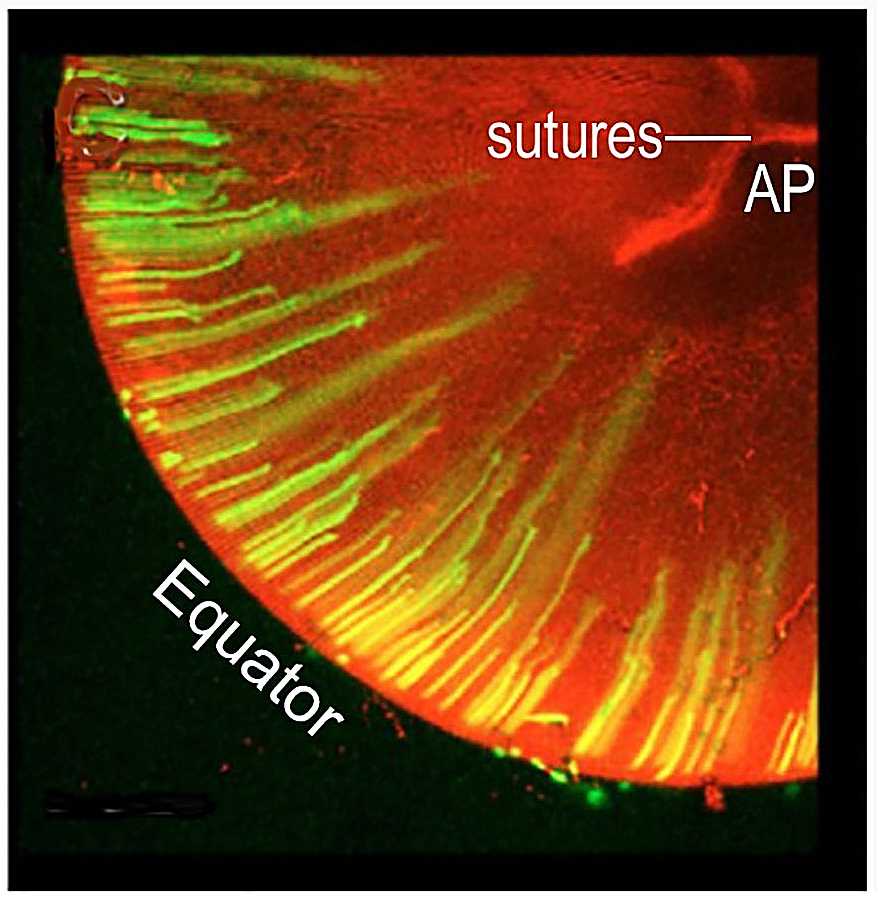
Verlenging van de epitheelcellen. AP=voorste pool (voorkant van het oog). sutures=naden

Het embryo stuurt vervolgens signalen van het zich ontwikkelende netvlies, waardoor de cellen die zich het dichtst bij het achterste uiteinde van het lensblaasje bevinden, zich naar het voorste uiteinde van het blaasje toe verlengen. Deze signalen induceren ook de synthese van eiwitten die crystallinen worden genoemd. Deze crystallinen, een in water oplosbaar structureel eiwit, vormen een heldere, zeer refractieve gelei. Deze verlengende cellen vullen uiteindelijk het midden van het blaasje met cellen, die lang en dun zijn als een haar, vezels genoemd. Deze primaire vezels worden de kern in de volwassen lens. De epitheelcellen die geen vezels vormen zitten het dichts bij de voorkant van de lens en vormen het lensepitheel.

## Celsignalering
Bij de celsignalring tijdens de vorming van het lensblaasje zijn onder andere Fibroblastgroeifactor (FGF), BMP, PDGF, Wnt-signalering, Ras, Notch-signalering en Pax6 betrokken.

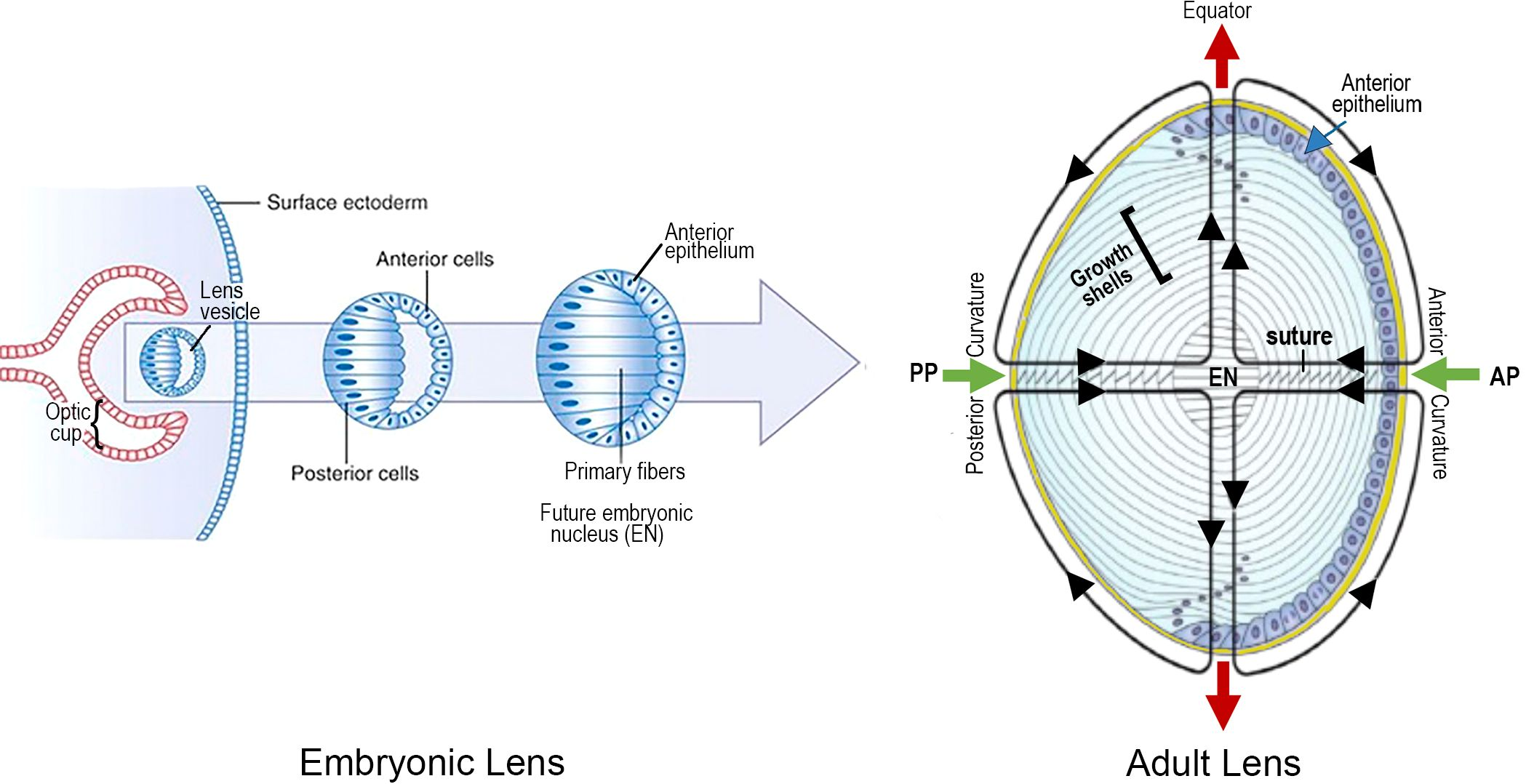
-----------------------Embryonale lens---------------------------------- Lens van een volwassene